# Imperium namiętności
Imperium namiętności (oryg. Ai no borei) – film z 1978 roku, w reżyserii Nagisy Ōshimy. Adaptacja powieści Itoko Namury.

## Obsada
- Tatsuya Fuji jako Toyoi
- Kazuko Yoshiyuki jako Seki
- Takahiro Tamura jako Gisaburo
- Takuzo Kawatani jako inspektor Hotta
- Akyoshi Fujiwara
- Masami Hasegawa jako Oshin
- Kenzô Kawarasaki
- Tatsuya Kimura
- Eizo Kitamura
- Akiko Koyama jako matka właściciela ziemskiego
- Osugi jako Dancer
- Sumie Sasaki jako Odame
- Takaki Sugiura
- Taiji Tonoyama jako Toichiro